# 丹图·查兰达西
丹图·查兰达西（1961年10月11日—），印度外交官，曾任印度駐澳大利亞珀斯總領事。

## 經歷
丹图·查兰达西出生於1961年10月11日。
2019年7月31日至2021年10月31日，任印度駐珀斯總領事。

## 个人生活
查兰达西精通印地语、英语、泰卢固语、泰米尔语，并掌握旁遮普语和法语的工作能力。她对神学抱有浓厚兴趣。